# Hotel Radisson Blu (Bamako)
El Hotel Radisson Blu (en francés: Hôtel Radisson Blu) es el nombre que recibe un hotel en el país africano de Malí, concretamente localizado en la ciudad de Bamako , la capital, y que pertenece a la cadena de establecimientos hoteleros de lujo Radisson Blu. 
A pesar de que es considerado uno de los recintos hoteleros más seguros en esa ciudad y lugar habitual donde se hospedan turistas y diplomáticos de diversas nacionalidades, el 20 de noviembre de 2015, fue objeto de un ataque armado por parte de terroristas islamistas vinculados a Al Qaeda del Magreb Islámico y Al Murabitun. Al menos 170 rehenes quedaron atrapados el edificio que fue rodeado por las fuerzas de seguridad, incluida la gendarmería, MINUSMA y barkhane. Al menos 21 personas murieron incluyendo 2 terroristas.